# Eugène Maon
Eugène Maon est un écrivain et poète belge né à Trois-Ponts le 21 octobre 1931 et mort à Bruxelles le 21 février 2015.

## Publications
- Odile Parand, Bruxelles, Vaillant-Carmanne, 1994, 154 p. (ISBN 2-930357-01-0)
- Le Violon de Per-Olof, Bruxelles, http://www.editions-mols.eu Mols, coll. « Autres Sillons », 1997 (ISBN 2-87402-005-2, lire en ligne)
- En passant par les Kerguelen, Bruxelles, Le Roseau Vert, 2000
- Le fou des bois : roman, Rhode-Saint-Genèse (Belgique)/Montigny-le-Bretonneux, Le Roseau Vert, 2002, 154 p. (ISBN 2-930357-01-0)
- Un peu de poésie, poèmes,Bruxelles, hors commerce, 2002
- Emilie de Saintpierre ou Les trois ponts, théâtre, Bruxelles, Éditions Le Roseau Vert, 2005
- Bambin et le loup-garou, contes animaliers, Bruxelles, Éditions Le Roseau Vert, 2006 (avec des dessins de K. Rikarton)
- Irina Sternova. Une sibérienne de Yakoutie, Bruxelles, Éditions Le Roseau Vert, 2007
- Avec Graham Clifford dans le Grand Nord canadien, Bruxelles, Éditions Le Roseau Vert, 2009
- Le géant débonnaire, conte poétique, Bruxelles, chez l'auteur, 2010
- Cormoran, mon ami, récits, Bruxelles, Éditions Le Roseau Vert, 2012
- Une Croix dans la forêt  suivi de Poèmes choisis, récit et poésie, auto-édition, 2013